# Zur Schmerzhaften Mutter Maria (Essen)

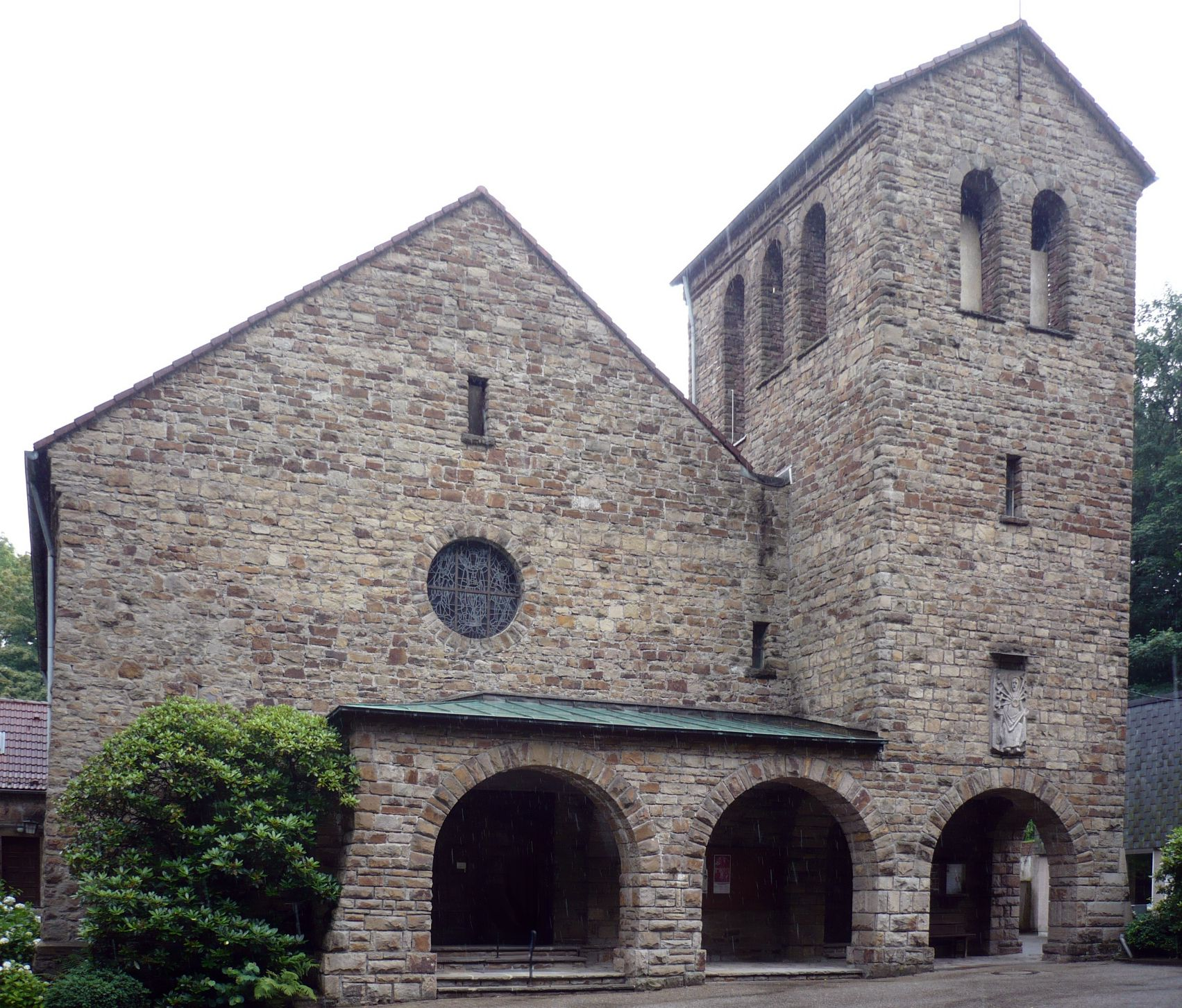
Zur Schmerzhaften Mutter Maria

Zur schmerzhaften Mutter Maria ist ein Kirchengebäude im Essener Stadtteil Fischlaken. Sie gehörte zur römisch-katholischen Propsteipfarrei St. Ludgerus in Werden und wird heute durch Gemeindemitglieder in Eigenregie betrieben.

## Geschichte
Das Grundstück wurde von einem ortsansässigen Bauern geschenkt. Im Sommer 1924 lagen die Pläne des Architekten Heinz Tonscheidt aus Essen-Werden für die Kirche vor. Die Grundsteinlegung erfolgte am 16. September 1926, die Einweihung am 13. November 1927.
Im Zweiten Weltkrieg traf am 26. März 1944 eine alliierte Luftmine das Bauwerk. Der Wiederaufbau dauerte von der Grundsteinlegung am 19. September 1948 über das Richtfest am 30. September 1951 bis zur erneuten Einweihung am 21. September 1952.
Die Kirche war ursprünglich Filialkirche als Expositur von St. Ludgerus und wird seit etwa 2008 als sogenannte weitere Kirche nicht mehr finanziell durch das Bistum Essen unterstützt.

### Orgel
Die zweimanualige Orgel mit Pedal, 15 Registern und zwei Koppeln des bedeutenden westfälischen Orgelbaumeisters Friedrich Bernhard Meyer (* 15. Mai 1829, † 9. Dezember 1898) aus Herford wurde 2014 unter Denkmalschutz gestellt. Sie wurde 1890 für die evangelische Pfarrkirche in Dortmund-Brackel gebaut und 1958 an die katholische Pfarrgemeinde St. Ludgerus in Werden veräußert.
| I Hauptwerk C–f3 |       |
| Prinzipal        | 8′    |
| Gedacktpommer    | 16′   |
| Holzflöte        | 8′    |
| Traversflöte     | 4′    |
| Oktave           | 4′    |
| Waldflöte        | 2′    |
| Rauschquinte II  |       |
| Mixtur IV        | 1 ⁄3′ |

| II Nebenwerk C–f3 |    |
| Liebl. Gedeckt    | 8′ |
| Salicional        | 8′ |
| Flauto Dolce      | 8′ |
| Oberton II–III    | 2′ |

| Pedal C–d1 |     |
| Subbass    | 16′ |
| Oktavbass  | 8′  |
| Choralbass | 4′  |

- Koppeln: II/I, I/P